# Radoslav Kováč
Radoslav Kováč (* 27. November 1979 in Šumperk) ist ein ehemaliger tschechischer Fußballspieler und heutiger -trainer, der als Spieler zuletzt bei Sparta Prag unter Vertrag stand.

## Vereinskarriere
Über die Jugendmannschaften des SK Sigma Olmütz kam Kováč in die erste tschechische Liga, wo er schon im zweiten Jahr 1998/99 eine feste Größe wurde. 2003 folgte der Wechsel zum tschechischen Spitzenclub Sparta Prag. Dort wurde er tschechischer Meister und kam zu einigen Einsätzen in der Champions League, bevor 2005 der Sprung ins Ausland folgte. Er spielt zusammen mit seinem Landsmann Martin Jiránek bei Spartak Moskau in der ersten russischen Liga. Er spielt variabel im Defensivbereich als Innenverteidiger oder als defensiver Mittelfeldmann.
Außerhalb Russlands wurde Kováč durch eine Gelbe Karte beim 2-2-Unentschieden von Spartak Moskau gegen Lokomotive Moskau am 19. Juli 2008 bekannt. Er brachte einen auf das Spielfeld gelaufenen Zuschauer zu Boden, damit die Sicherheitskräfte ihn einfangen konnten. Für diese Unsportlichkeit wurde er vom Schiedsrichter verwarnt. Der Flitzer musste humpelnd vom Platz gebracht werden.
Ende Januar 2009 wechselte Kováč auf Leihbasis zu West Ham United in die englische Premier League, im August 2009 wurde er dauerhaft von West Ham verpflichtet.
Zur Saison 2011/12 wechselte der Tscheche zum amtierenden Schweizer Meister FC Basel, dort unterzeichnete er einen Vertrag bis 2013. Sein Debüt in einem Ernstkampf für den FCB gab er am 16. Juli 2011 beim 1-1 im Auftaktsmeisterschaftsspiel gegen den BSC Young Boys im Stade de Suisse von Bern. Am Ende der Saison gewann Kováč den Meistertitel und mit dem Cupsieg auch das Double mit Basel. Sein erstes Tor in der Schweizer Fussballmeisterschaft erzielte er (zum zwischenzeitlichen 1:0) beim 1:1-Auswärtsunentschieden im Stade de Tourbillon beim Spiel gegen den FC Sion am 4. August 2012.

## Nationalmannschaft
In der Jugend war Kováč für die Jugendauswahl Tschechiens im Einsatz und stand auch in dem Team, das 2002 die U21-Europameisterschaft gewann. 2004 kam er zu seinem ersten Einsatz für die A-Nationalmannschaft, allerdings ist er dort bislang nur Auswechselspieler. Die Rolle des Ersatzmanns in der Abwehr spielte er auch im WM-Aufgebot Tschechiens für die Fußball-Weltmeisterschaft 2006 in Deutschland.

## Trainer
Kováč begann seine Trainerkarriere 2017 als Co-Trainer von Sparta Prag. Zum 1. Juli 2019 wurde er Betreuer der Leihspieler von Sparta, bevor er im Juni 2020 Cheftrainer bei SFC Opava wurde. Am 1. Juli 2022 übernahm er den FC Silon Táborsko, wechselte jedoch bereits im September zu FK Pardubice. Im Mai 2024 wurde Kováč schließlich Trainer von Slovan Liberec.

## Titel und Erfolge
FC Basel
- Schweizer Meister: 2012
- Schweizer Cupsieger: 2012
- Uhrencupsieger: 2011